# Alta Velocidad Española

Sieć AVE w listopadzie 2023 r.

AVE, Alta Velocidad Española (z hiszp. „Hiszpańska wysoka prędkość”) – hiszpańska kolej dużych prędkości osiągająca prędkość do 320 km/h (na trasie z Madrytu do Barcelony). Nieprzypadkowo ave to po hiszpańsku ptak. Profil ptaka na tle AVE jest logo przedsięwzięcia.
W odróżnieniu od pozostałych szerokotorowych pociągów hiszpańskich, pociągi AVE są normalnotorowe i zasilane są napięciem 25 kV. W przyszłości ma to umożliwić połączenie sieci AVE z TGV. Pociągi są obecnie obsługiwane przez RENFE, hiszpańskie państwowe przedsiębiorstwo kolejowe.
Pociągi AVE rozpoczęły kursowanie pomiędzy Madrytem a Sewillą 21 kwietnia 1992. Trasę o długości 471 km, krótszą o 103 km od starego połączenia, pokonują z prędkością dochodzącą do 300 km/h w 2,5 godziny.

## Linie AVE (stan z listopada 2018)
System AVE tworzą linie:

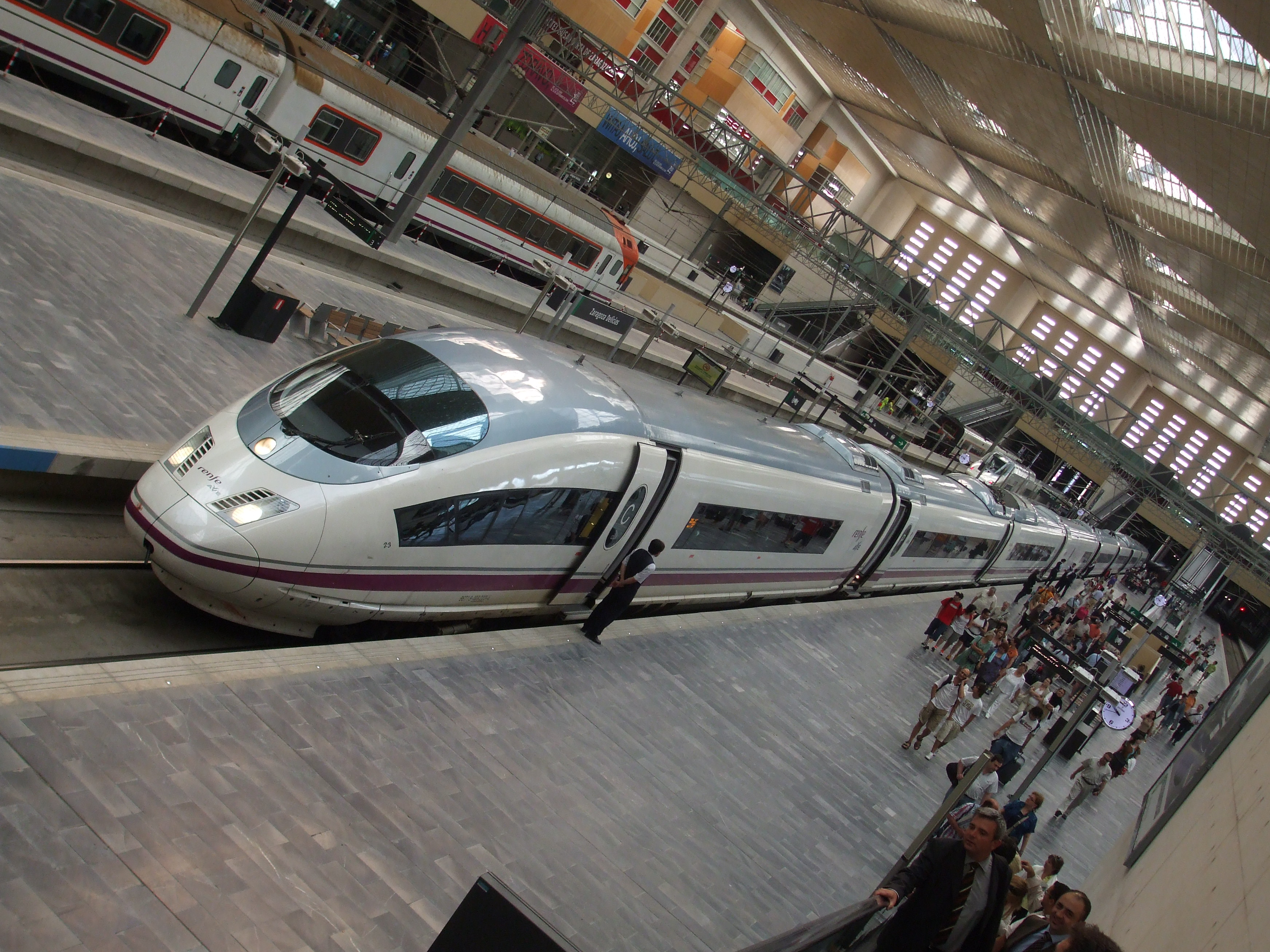
AVE z serii 103 podczas postoju w Saragossie

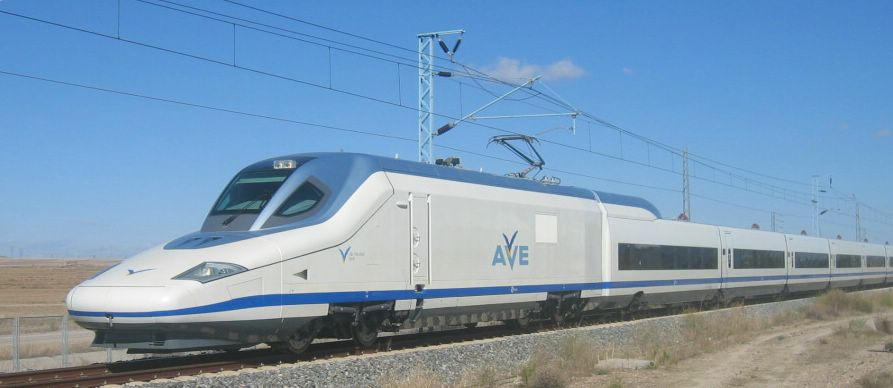
Talgo 350

- od kwietnia 1992: Madryt ←→ Ciudad Real ←→ Puertollano ←→ Kordowa ←→ Sewilla
- od 2003: Madryt ←→ Guadalajara ←→ Calatayud ←→ Saragossa ←→ Lleida (pierwszy odcinek linii Madryt – Barcelona)
- od 2005: Saragossa ←→ Tardienta ←→ Huesca (odgałęzienie linii Madryt – Barcelona)
- od listopada 2005: Madryt ←→ Toledo (liczące 21 km odgałęzienie linii Madryt – Kordowa – Sewilla)
- od 22 czerwca 2006: Lleida ←→ Tarragona (kolejny odcinek linii Madryt – Barcelona)
- od 2006: Kordowa ←→ Antequera (99 km, pierwszy odcinek linii Kordowa – Malaga)
- od 22 grudnia 2007: Madryt Chamartín ←→ Segovia ←→ Valladolid (długość 180 km)
- od 23 grudnia 2007: Antequera ←→ dworzec Málaga – María Zambrano (55 km, drugi odcinek liczącego 154 km odgałęzienia linii Kordowa – Sewilla do Malagi, łącznie trasa Madryt – Malaga to 532 km)[2]
- od 20 lutego 2008: Tarragona ←→ dworzec Barcelona-Sants (ostatni odcinek liczącej 621 km linii Madryt – Barcelona).
- od marca 2009: Figueras ←→ Perpignan we Francji – długość 44,5 km; połączenie to nie jest używane do czasu ukończenia linii Figueras – Girona, co planowane jest w 2012 roku.
- od 18 grudnia 2010: Madryt – Walencja (391 km, czas przejazdu 1h 35 minut), z odgałęzieniem linii do Albacete (47 km)
- od listopada 2011 pociągi na linii Madryt ←→ Barcelona zaczynają kursować z prędkością do 310 km/h.
- 10 grudnia 2011 zainaugurowano połączenie wysokiej prędkości Madryt ←→ Galicja między Ourense i A Coruña.
- 8 stycznia 2013 rozpoczęto kursowanie pomiędzy Barceloną, Geroną i Figueras, gdzie trzeba się przesiąść na pociąg TGV do Francji.
- 17 czerwca 2013 zainaugurowano połączenie Albacete ←→ Alicante.
- Od 16 grudnia 2013 możliwa jest podróż z Hiszpanii do Francji bez przesiadki. Podróż z Barcelony do Paryża trwa ok. 6h 40m.
- od 30 września 2015: Valladolid ←→ Palencia ←→ León (166 km)[3]
- od grudnia 2015: Olmedo ←→ Zamora (99 km)[4]
- od stycznia 2018: Walencja ←→ Castellón

Dla linii Madryt ←→ Barcelona oraz Madryt ←→ Sewilla/Malaga głównym dworcem jest madrycka stacja Puerta de Atocha, a dla linii Madryt ←→ Valladolid stacja Madryt Chamartín.
Pomiędzy czerwcem a wrześniem 2009 na trasie Madryt – Barcelona pociągi przewiozły 651 tysięcy pasażerów, podczas gdy samoloty 643 tysiące osób (7,5% mniej niż przed rokiem).

## Oferta sieci AVE
Po sieci AVE kursują trzy rodzaje pociągów:
- AVE Alta Velocidad Española (dalekobieżne) obsługiwane przez zespolone składy generacji TGV kursują na trasach:
  - Madryt ←→ Sewilla,
  - Madryt ←→ Malaga oraz
  - Madryt ←→ Saragossa ←→ Barcelona.
- AVANT (średniodystansowe) obsługiwane przez składy zespolone generacji Pendolino są tańsze od AVE i kursują na krótszych odcinkach linii wysokiej prędkości:
  - od grudnia 2004 na trasie Sewilla ←→ Kordowa,
  - od lata 2005 na trasie Madryt ←→ Ciudad Real ←→ Puertollano,
  - od listopada 2005 na trasie Madryt ←→ Toledo,
  - od grudnia 2007 na trasie Madryt ←→ Segovia,
  - od grudnia 2007 na trasie Malaga ←→ Antequera ←→ Kordowa ←→ Sewilla,
  - od lutego 2008 na trasie Calatayud ←→ Saragossa,
  - od lutego 2008 na trasie Saragossa ←→ Huesca
  - od lutego 2008 na trasie Barcelona ←→ Lleida
- ALVIA obsługiwane przez składy o zmiennym rozstawie kół kursują o trasach, których część przebiega po linii wysokiej prędkości, a reszta po tradycyjnej sieci kolei hiszpańskich:
  - Madryt ←→ Valladolid ←→ Burgos ←→ Bilbao,
  - Madryt ←→ Valladolid ←→ Burgos ←→ Hendaya,
  - Madryt ←→ Valladolid ←→ Burgos ←→ San Sebastián ←→ Irun,
  - Santander ←→ Valladolid ←→ Madryt ←→ Alicante,
  - Gijón ←→ Oviedo ←→ León ←→ Valladolid ←→ Madryt ←→ Alicante,
  - Madryt ←→ Logroño,
  - Barcelona ←→ Saragossa ←→ Pamplona ←→ San Sebastián ←→ Irun,
  - Barcelona ←→ Saragossa ←→ Longrono ←→ Bilbao,
  - Barcelona ←→ Saragossa ←→ Pamplona ←→ Vitoria ←→ Burgos ←→ Palencia ←→ León

## Tabor kursujący na sieci AVE
|  | seria RENFE | producent/rodzina              | lata produkcji                  | liczba jednostek | prędkość maksymalna                         | szerokość toru  | zasilanie                          | liczba wagonów | obsługiwana klasa połączeń | uwagi |
|  | ----------- | ------------------------------ | ------------------------------- | ---------------- | ------------------------------------------- | --------------- | ---------------------------------- | -------------- | -------------------------- | --- |
|  | S100        | Alstom TGV Atlantique          | 1991-1995 S100 i 1996-1997 S101 | 24               | 300 km/h                                    | 1435 mm         | 25kV AC 50 Hz                      | 2+8            | AVE                        | początkowo 18 jednostek S100 i 6 jednostek S101 na rozstaw 1668 mm, przebudowane na S100 w latach 2009–2011                            |
|  | S102        | Talgo 350                      | 2003-2006                       | 16               | 330 km/h                                    | 1435 mm         | 25kV AC 50 Hz                      | 2+12           | AVE                        | |
|  | S103        | Siemens Velaro                 | 2006                            | 26               | 350 km/h                                    | 1435 mm         | 25kV AC 50 Hz                      | 8              | AVE                        | |
|  | S104        | Alstom Pendolino III generacji | 2003                            | 20               | 250 km/h                                    | 1435 mm         | 25kV AC 50 Hz                      | 4              | AVANT                      | |
|  | S105        | CAF                            | 2011                            | 1                | 350 km/h                                    | 1435 mm/1668 mm | 25kV AC 50 Hz i 3kV DC             | 4              |                            | prototyp |
|  | S112        | Talgo 350                      | 2008-2010                       | 30               | 330 km/h                                    | 1435 mm         | 25kV AC 50 Hz                      | 2+12           | AVE ALVO                   | bliźniacza seria z S102. 5 Jednostek obsługuje połączenia ALVO                                                                         |
|  | S114        | Alstom Pendolino IV generacji  | 2009                            | 13               | 250 km/h                                    | 1435 mm         | 25kV AC 50 Hz                      | 4              | AVANT                      | początkowe zamówienie 30 jednostek zredukowano do 13                                                                                   |
|  | S120        | CAF                            | 2004                            | 27               | 250 km/h                                    | 1435 mm/1668 mm | 25kV AC 50 Hz i 3kV DC             | 4              | ALVIA                      | |
|  | S121        | CAF                            | 2009                            | 29               | 250 km/h                                    | 1435 mm/1668 mm | 25kV AC 50 Hz i 3kV DC             | 4              | AVANT                      | |
|  | S130        | Talgo 250                      | 2006                            | 30 z 45          | 250 km/h                                    | 1435 mm/1668 mm | 25kV AC 50 Hz i 3kV DC             | 2+11           | ALVIA                      | 15 jednostek przebudowano na serię S730                                                                                                |
|  | S730        | Talgo 250                      | 2012                            | 14 z 15          | 250 km/h i 180 km/h przy silniku spalinowym | 1435 mm/1668 mm | 25kV AC 50 Hz i 3kV DC i spalinowe | 2+2+9          | ALVIA                      | przebudowane jednostki serii S130, pierwszy i ostatni wagon zamieniono na człony z silnikiem spalinowym                                |
|  | S106        | Talgo AVRIL                    | 2024                            | 30               | 330 km/h                                    | 1435 mm/1668 mm | 25kV AC 50 Hz i 3kV DC             | 2+12           | AVE ALVO                   | 15 jednostek ma możliwość zmiany szerokości toru a 15 tylko rozstaw 1435 mm. 20 jednostek odsługuje połączenia AVE a 10 jednostek ALVO |

## Plany i rozbudowa
Według zapowiedzi hiszpańskiego premiera Jose Luisa Zapatero, Hiszpania do 2010 roku będzie posiadała najdłuższą sieć torów wysokiej prędkości w Europie. W 2010 r. hiszpańskie ministerstwo rozwoju planowało wydać 10,2 miliarda € na rozwój kolei i rozbudowę kolei dużych prędkości. KDP w 2010 roku ma się zwiększyć o 513 km tras.

## Linie w budowie (stan z listopada 2018)

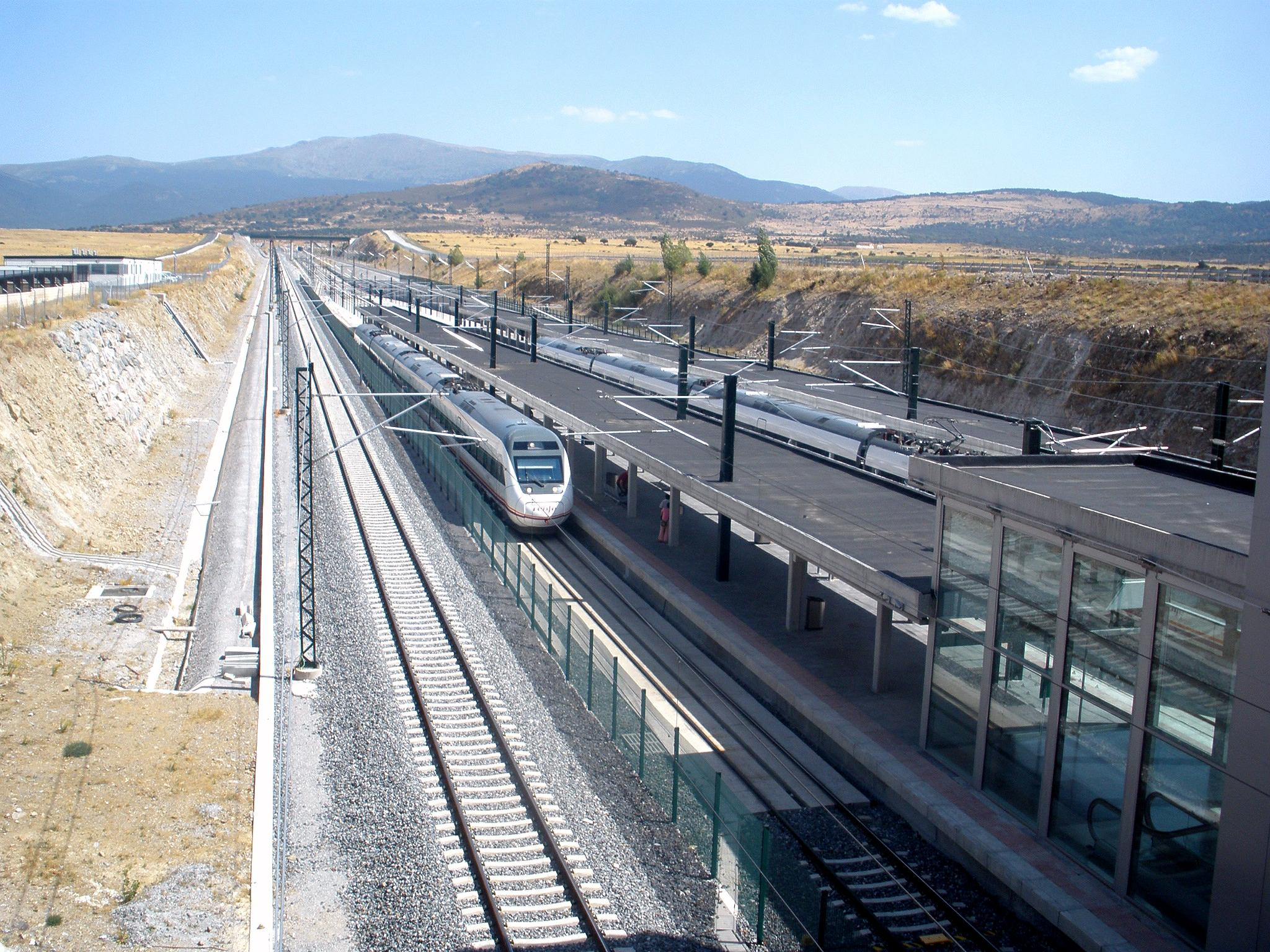
Tory linii wysokich prędkości przebiegające przy peronach stacji Segovia-Guiomar

Adif prowadzi prace na następujących odcinkach:
- Tarragona ←→ Valdellós
- Monforte del Cid ←→ Murcia
- Antequera ←→ Granada
- Chamartín ←→ Torrejón de Velasco (tunel UIC Chamartín-Atocha i dwa nowe wyjazdy z Madrytu)
- Zamora ←→ Pedralba ←→ Ourense
- Venta de Baños ←→ Burgos
- Leon ←→ tunel Pajares ←→ Pola de Lena (obejmuje prace na stacji León)
- Plasencia ←→ Badajoz
- Vitoria ←→ Bilbao ←→ Irín
- Castellón ←→ Valdellós
- Murcja ←→ Almería
- Palencia ←→ Reinosa ←→ Santander

### Linie projektowane i proponowane (stan z listopada 2018)
Adif prowadzi projektowanie lub studium wykonalności na następujących liniach:
- Plasencia ←→ Toledo ←→ Madryt
- Burgos-Vitoria
- Saragossa ←→ Castejón ←→ Pampeluna
- Almería ←→ Granada
- Orense ←→ Vigo przez Cerdedo
- Orense ←→ Lugo
- Pampeluna ←→ Logroño